# Porsche RS Spyder
La Porsche RS Spyder (conosciuta come progetto interno con la sigla 9R6) è una vettura prototipo da competizione costruita secondo le norme ACO LMP per la classe LM-P2. Con questo prototipo la Porsche è tornata nel 2006 a cimentarsi ufficialmente nelle più alte categorie delle gare endurance, dopo una pausa di 8 anni, dai tempi cioè della Porsche 911 GT1, vincitrice della 24 Ore di Le Mans 1998.
Le norme tecniche del regolamento sono quasi del tutto simili (motore e peso a parte) per prototipi P1 e P2, anche se le automobili della classe P2 non dispongono di potenze a livello delle vetture P1, il minor peso le rende però più maneggevoli e guidabili nei tratti tecnici e tortuosi dei circuiti, per questo le RS Spyder si sono rivelate vetture in grado di competere su determinate piste anche per la vittoria assoluta.

## Tecnica
Il telaio è costituito da una monoscocca in fibra di carbonio rinforzata in plastica (CFRP) e con inserimenti in alluminio honeycomb, del peso di soli 75 kg e realizzata in collaborazione con l'azienda austriaca Carbotech, la carrozzeria è anch'essa in fibra di carbonio.

La RS Spyder è spinta da un motore V8 a 90° di 3,4 litri capace di produrre 480 CV nella specifica 2006 ad un regime di 10.300 giri/min, la potenza massima è limitata da una flangia di 44 mm posta sui collettori di aspirazione.
Il cambio elettropneumatico sequenziale adotta 6 rapporti più la retromarcia, per contenerne gli ingombri e il peso è realizzato in magnesio e alluminio, assieme al motore svolge una funzione portante. In particolare, le dimensioni contenute della scatola del cambio hanno indotto i tecnici a fissare sopra di essa una struttura in fibra di carbonio che funge da base per gran parte della sospensione posteriore, infatti su di essa sono alloggiati gli ammortizzatori ed i braccetti anteriori delle sospensioni, lo scopo principale è quello di scaricare sul motore ed il cambio parte delle sollecitazioni strutturali e del carico generato dall'alettone stesso. Le sospensioni sono di tipo indipendenti, hanno uno schema a doppi triangoli sovrapposti con puntoni diagonali che azionano ammortizzatori di tipo push rod e barre di torsione regolabili.

Dal punto di vista aerodinamico, il corpo vettura è capace di generare un carico aerodinamico pari a 1.000 kg a una velocità di 250 km/h.

Le dimensioni del prototipo sono rispettivamente: 4.650 mm di lunghezza, 2.000 mm di larghezza, 1.030 mm di altezza. Nel 2006 la sport tedesca aveva un peso minimo da regolamento di 775 kg e una capacità massima del serbatoio carburante di 90 litri.

### Evoluzioni

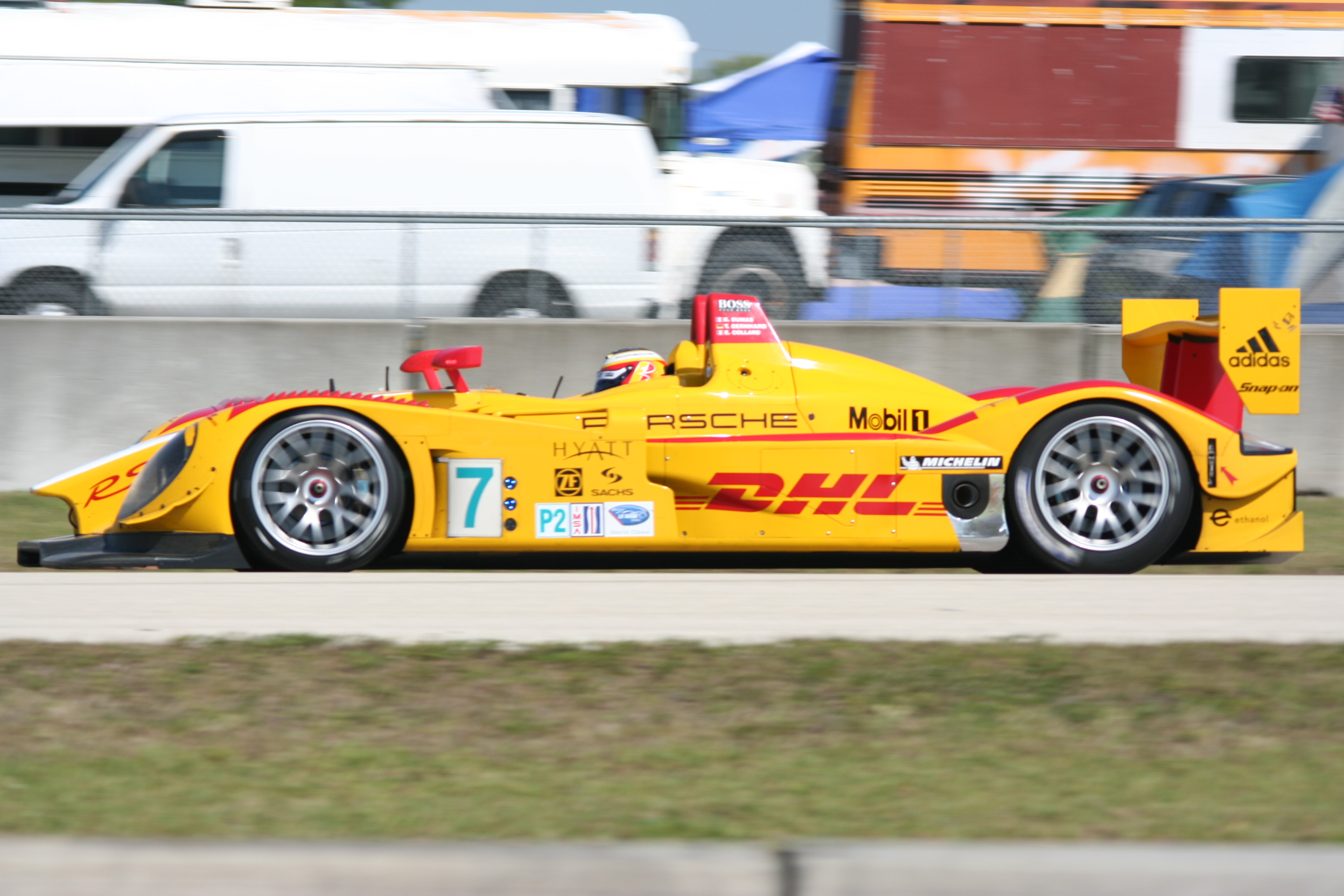
La Porsche RS Spyder vincitrice della 12 Ore di Sebring 2008

Nel 2007 la Porsche ha introdotto una vettura evoluzione, la carrozzeria e l'aerodinamica sono state riviste e sono leggermente diverse; anche il propulsore è stato oggetto di sviluppi e aggiornamenti, la versione 2007 eroga 503 CV al medesimo regime massimo.
Negli ultimi anni i regolamenti ACO sono stati oggetto di modifiche, in particolare la classe LM-P2, a cui appartiene la RS Spyder, ha subito un aggravio di peso e riduzione della potenza, perché secondo le intenzioni della federazione solo i prototipi LM-P1 sono destinati a contendersi la vittoria generale, mentre la classe P2 è indirizzata alle squadre private e ai piloti gentleman.
Nella stagione sportiva 2008 per quanto riguarda la 24 Ore di Le Mans e il Campionato Le Mans Series il peso minimo è salito a 825 kg e la capacità del serbatoio è stata ridotta a 80 litri. In Nord America nel Campionato American Le Mans Series, la federazione IMSA che sovraintende questa serie, ha imposto restrizioni tecniche meno severe, con un peso minimo di 800 kg e un serbatoio da 90 litri, mentre in entrambi i campionati è stata adottata una flangia sull'airbox motore leggermente più piccola e quindi penalizzante, riducendo la potenza ad un valore dichiarato di 476 CV.
Tuttavia, a metà della stagione sportiva 2008, la Porsche ha introdotto l'iniezione diretta di benzina sul motore V8, grazie a questa evoluzione tecnica la potenza dichiarata è salita nuovamente a 503 CV (550 CV secondo le stime degli esperti) e contestualmente è stato ridotto il consumo di benzina; si tratta del primo propulsore a iniezione diretta capace di girare a oltre 10.000 giri al minuto, tale tecnologia verrà poi in futuro applicata ai modelli di serie come la Porsche 911.
Nel 2009, l'ACO con l'intenzione di ridurre in generale le prestazioni dei prototipi (soprattutto le elevate velocità di percorrenza delle curve), ha imposto degli alettoni posteriori più stretti, larghi al massimo 160 cm in luogo dei precedenti 200 cm, in questo modo diminuendo l'appoggio aerodinamico si riduce sensibilmente l'aderenza delle vetture.

## Risultati sportivi

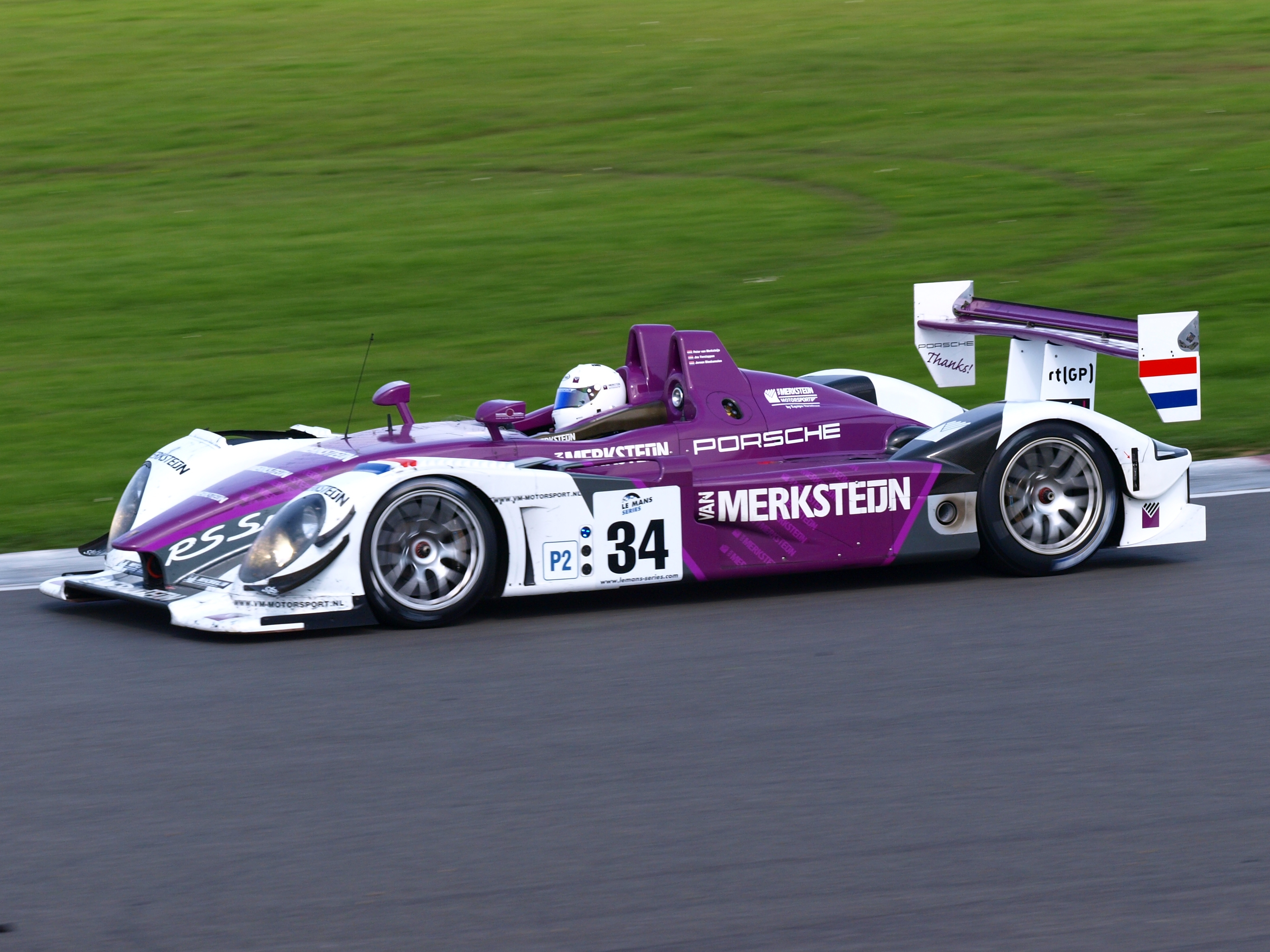
Una Porsche RS Spyder del team Van Merksteijn

Questo prototipo venne presentato nel 2006. I piani sportivi prevedevano di schierare la vettura nel campionato ALMS, inizialmente in collaborazione esclusiva con la squadra di Roger Penske con la quale colse i primi significativi risultati, pole position e vittorie di classe.
Nel 2007 la Porsche, introducendo l'evoluzione della Spyder, annunciava anche l'intenzione di vendere il prototipo a squadre private, ma da schierare solamente nell'ALMS. La nuova vettura si rivela estremamente competitiva tanto da vincere molte gare non solo per quanto riguarda la propria classe P2, ma primeggiando anche in classifica assoluta ai danni della grande rivale Audi R10 TDI di classe P1, grazie anche alla particolare conformazione tortuosa dei circuiti americani che premiano il minor peso e la maggiore agilità della Porsche. Al termine del campionato la Porsche vince il titolo di classe P2 con il Team Penske.
La stagione agonistica 2008 si apre nel migliore dei modi, vincendo dopo 20 anni la 12 Ore di Sebring con l'equipaggio Timo Bernhard, Romain Dumas ed Emmanuel Collard; prevalendo su avversari più quotati come Audi R10 TDI e Peugeot 908 HDi FAP entrambi afflitti da noie meccaniche.
Dal 2008 inoltre la Porsche torna a correre in Europa nel campionato Le Mans Series e nella 24 Ore di Le Mans, diversi team schierano le competitive RS Spyder. Alla 24 Ore di Le Mans le due Porsche arrivano decima e dodicesima assoluta, prima e seconda nella propria classe, la P2.
In America riconferma il titolo costruttori nel campionato ALMS tramite le vetture del Team Penske e in Europa si aggiudica con la squadra Van Merksteijn Motorsport anche il campionato LMS.
Nel 2009 la RS Spyder giunta ormai alla sua quarta stagione agonistica all'attivo, viene iscritta, da team selezionati dalla casa, esclusivamente alla 24 Ore di Le Mans 2009 ricevendo aggiornamenti tecnici da parte dei tecnici del reparto Motorsport della Porsche. Nelle qualifiche, le barchette tedesche si dimostrano le più veloci della propria classe, conducono poi una gara sempre in testa, la vettura del team danese Essex arriva prima in classe LMP2 e decima assoluta, mentre l'altro esemplare del Team Goh, sbatte alla prima chicane dell'Hunaudières a poche ore dal termine ed è costretta al ritiro.
Nel 2010 la vettura partecipa solo al campionato American Le Mans Series, rinunciando, quindi, alle gare europee. Il Team Cytosport (unica squadra ad utilizzare la Porsche RS Spyder nel 2010) ottiene la vittoria di classe P2 ed il 4º posto assoluto alla 12 Ore di Sebring. Conclude il campionato al 2º posto nella classifica riservata alle squadre, con le vittorie (oltre alla 12 Ore di Sebring) di Lime Rock e Mosport.